# 不合作運動
不合作運動（英語：Non-cooperation movement）；印地語：），又譯非暴力不合作運動，在1920—1922年和1930—1934年發生於英屬印度全境，因為特殊地以不認真工作、不依法納稅、不出門消費等消極手段瓦解政府，後來還被譽為一些抵制強權政治運動的另類模範，也有持相反意見，認為不合作運動，只是手段的一種，不一定有效，也難保內部不衝突。

## 甘地的理念
一戰結束後（1918年），英國對印度的統治轉趨嚴厲，反英運動隨之興起，要求獨立自治的呼聲高張。1919年3月的《羅拉特法》在審判中，剝奪了被告的權利。當時的印度國民大會黨在1919年3月21日《罗拉特法》頒布與1919年4月13日的阿姆利则惨案後撤回了對英國的支持，儘管幾年後它被宣佈為無效，英國人視為恐嚇威脅，這一事件被印度則視為政治覺醒。
甘地首創呼籲以非暴力的不合作手段，抵制英國的統治。律師出身的聖雄甘地於1920年9月4日發起了不合作運動，這是世界歷史上第一個全國性的非暴力反抗運動。他要求印度人不納稅、不入公立學校、不到法庭、不入公職、不購買英貨，並多次絕食。由此產生的公眾集會和罷工導致尼赫魯和他的父親莫蒂拉爾·尼赫魯於1921年12月6日被首次逮捕。不合作運動也非一路順遂，其精髓在於所有人的一致，都絕對地堅持非暴力，正如尼赫魯在自傳中所描述的那樣，在喬里喬拉事件發生後的1922年2月突然宣布結束。隨後的運動是比較積極且主動的公民抗命和退出印度運動等混合形式。
1930年，爲了展示抵制英貨的決心，甘地再次號召群眾焚燒英國工廠傾銷给印度人民的衣物及公開製鹽。甘地和平消極抵抗的方法，強大的當局卻是束手無策，使當地的殖民政府近乎癱瘓，英國政府雖然動用了手段企圖翻盤，但不斷上升的維穩成本越來越讓當局感到痛苦，使英國政府不得不頒布新憲法，讓印度逐漸自治。二戰結束後，印度獨立成功，不過英國人留了心眼，因採取分而治之各個擊破的手法，故隨後還發生穆斯林和印度教徒之間的印巴分治。至今，不合作運動的形式還受到討論，有些人認為非暴力不應該影響到別人，但也有人認為要取得更大的成效才能獲得成功

## 對運動的看法
不合作運動是對英屬印度政府的壓制政策的反應，例如羅拉特法案和阿姆利則的賈利安瓦拉·巴格屠殺。其他原因包括平民的經濟困難，民族主義者將其歸因於印度的財富流向英國，由於英國的工廠生產的商品替代了手工商品而使印度工匠破產，以及對一戰時作為英軍内印度士兵的死亡的不滿。
宣揚非暴力的甘地感到震驚。他對英國政府失去了一切信心，並宣布與“撒旦”政府合作“有罪”。甘地主張反求諸己，要被壓迫的人民以不合作主義自救。甘地說，不合作運動使英人隱藏在各種圈套後面的暴力隔離起來，然後使人看清，單憑這暴力，英人一刻也不能控制住印度。愛因斯坦說：“後世很難想象這世界上曾經走過這樣一位血肉之軀。”
甘地對英國紳士說： 我對人性的研究，敢云公平而正確，能拿我自己的弱點來剖析。我發現人常優於他所建立的制度。目前的合作，建築在互不信賴及恐懼之上。諸君當能承認這不是正常的。像這個樣子的制度，自然是專制魔王。諸君本當不會永遠是外國剝削者。一千個印度人為一個英國人而活，這是何等黯淡的政策。
像巴尔·甘格达尔·提拉克（國會激進主義者）這樣的早期政治領導人的呼籲被稱為大型公開會議。他們導致政府混亂或受阻。英國人非常認真地對待他們，並將他囚禁在緬甸的曼德勒市。奇丹巴拉姆·皮萊（1872-1936年）被判處40年徒刑。不合作運動的旨在挑戰殖民地的經濟和權力結構，英國當局將被迫注意運動的要求。
提拉克、比平·钱德拉·帕尔、穆罕默德·阿里·真納和安妮·贝赞特等人反對這一想法，全印度穆斯林聯盟也批評了這個想法。但是，年輕一代的印度人支持甘地，印度國民大會黨通過了他的計劃。參加基拉法特運動以恢復哈里發的地位的印度穆斯林向不合作運動提供了支持。

著名的印地語作家，詩人，劇作家和新聞記者拉姆布里克什·貝尼普里寫道：
當我回想起1921年的不合作時代時，暴風雨的圖像擺在我眼前。從我意識到這一點開始，我就目睹了無數運動，但是，我可以斷言，沒有其他運動能像不合作運動那樣顛覆印度社會的基礎。從最樸實的小屋到高處，從村莊到城市，到處都是響亮的迴聲。

## 不合作運動的完成
由於喬里－喬拉事件，不合作運動被暫停。儘管他單手制止了民族起義，但在1922年3月10日，甘地被捕。1922年3月18日，他因煽動而被判入獄六年。這導致了對該運動的鎮壓，隨後逮捕了其他參與者。
儘管大多數國會領導人仍然堅決支持甘地，但一些人還是脫離了。莫逖拉尔·尼赫鲁和奇塔兰詹·达斯組建了自治党，阿里兄弟批評了甘地。許多民族主義者認為，不應該因為孤立的暴力事件而停止不合作運動，主張兩種手段兼施。不過當代歷史學者認為，該運動主導下取得了成功，足以打破英國統治的基礎。